# Салин, Виктор Александрович
Виктор Александрович Салин (18 января 1938, с. Майское, Кабардино-Балкарская АССР, РСФСР — 27 августа 2016, Пермь, Российская Федерация) — советский и российский дирижёр, профессор Пермского государственного института культуры, художественный руководитель оркестра русских народных инструментов Пермской краевой филармонии, заслуженный деятель искусств Российской Федерации.

## Биография
Родился в семье инженера-мелиоратора и школьной учительницы.
В 1960 г. окончил музыкальное училище во Владикавказе, в 1965 г. — Саратовскую консерваторию с квалификацией «дирижёр оркестра народных инструментов, преподаватель специальных дисциплин и концертный исполнитель».
В дальнейшем преподавал специальный цикл предметов в музыкальных учебных заведениях:
- 1960—1965 гг. — преподаватель музыкальной школы в Саратове,
- 1965—1968 гг. — преподаватель в музыкальном училище г. Орджоникидзе,
- 1968—1970 гг. — преподаватель Краснодарского государственного института культуры,
- 1970—1974 гг. — преподаватель Ростовского государственного музыкально-педагогического института,
- 1974—1980 гг. — преподаватель Туркменского государственного педагогического института искусств,
- 1980—2000 гг. — заведующий кафедрой оркестрового дирижирования и народных инструментов Пермского государственного института искусства и культуры.

В 1989 г. ему было присвоено учёное звание доцента по кафедре оркестрового дирижирования, в 1994 г. — учёное звание профессора по кафедре оркестрового дирижирования.
Подготовил более 100 учеников, которые руководят оркестрами и ансамблями народных инструментов и преподают в музыкальных учебных заведениях России и за рубежом. Мажмуд Моммадов — главный дирижёр Туркменской оперы.
Активно участвовал во Всесоюзных, республиканских, региональных, межвузовских конференциях, симпозиумах, совещаниях. Состоя в Уральском отделении психологов, публиковал работы по проблемам музыкальной памяти.
Инициатор создания первого в Перми профессионального оркестра русских народных инструментов, сегодня это — оркестр Пермской краевой филармонии, в течение 30 лет — дирижёр и бессменный художественный руководитель коллектива.
По его инициативе в 1995 году впервые был проведен фестиваль «Русская фантазия», ставший традиционным краевым конкурсом.

## Признание
- Заслуженный деятель искусств Российской Федерации